# Успение Богородично (параклис в Бобошево)
„Успение Богородично“ или „Света Богородица“ е български православен параклис край град Бобошево, област Кюстендил. Намира се в близост до града, вляво от пътя за манастирската църква „Свети Димитър“, в местността Миладински порой.

## История
Параклисът е издигнат след Освобождението на мястото на разрушена стара църква със същото име.

## Архитектура
Представлява малка едноапсидна правоъгълна постройка с двускатен покрив и открит притвор от запад. Отвън са изписани образите на архангел Михаил и архангел Гавриил. Отвътре параклисът е изцяло покрит със стенописи, включително и дървената обшивка на тавана. В близост до параклиса има навес от зидани камъни и дървена покривна конструкция.

## Други
На празника Голяма Богородица следобяд се извършва водосвет и се прави курбан.